# Reserva florestal de Sinharaja
Sinharaja, no sudoeste do Sri Lanka, é a última área viável de floresta tropical primária do país. Mais de 60%  das árvores são endémicas e muitas delas são consideradas raras. Há muita vida selvagem endémica, especialmente pássaros, mas a reserva também alberga 50% das espécies endémicas de mamíferos e borboletas, assim como muitos tipos de insectos, répteis e anfíbios raros.  